# رنچوس دا تاوس (نیومکزیکو)
رنچوس دا تاوس(به انگلیسی: Ranchos de Taos) شهری در ایالت نیومکزیکو کشور ایالات متحده آمریکا است که جمعیت آن در سرشماری سال ۲۰۱۰ میلادی، ۲٬۵۱۸ نفر بوده‌است.

## نگارخانه

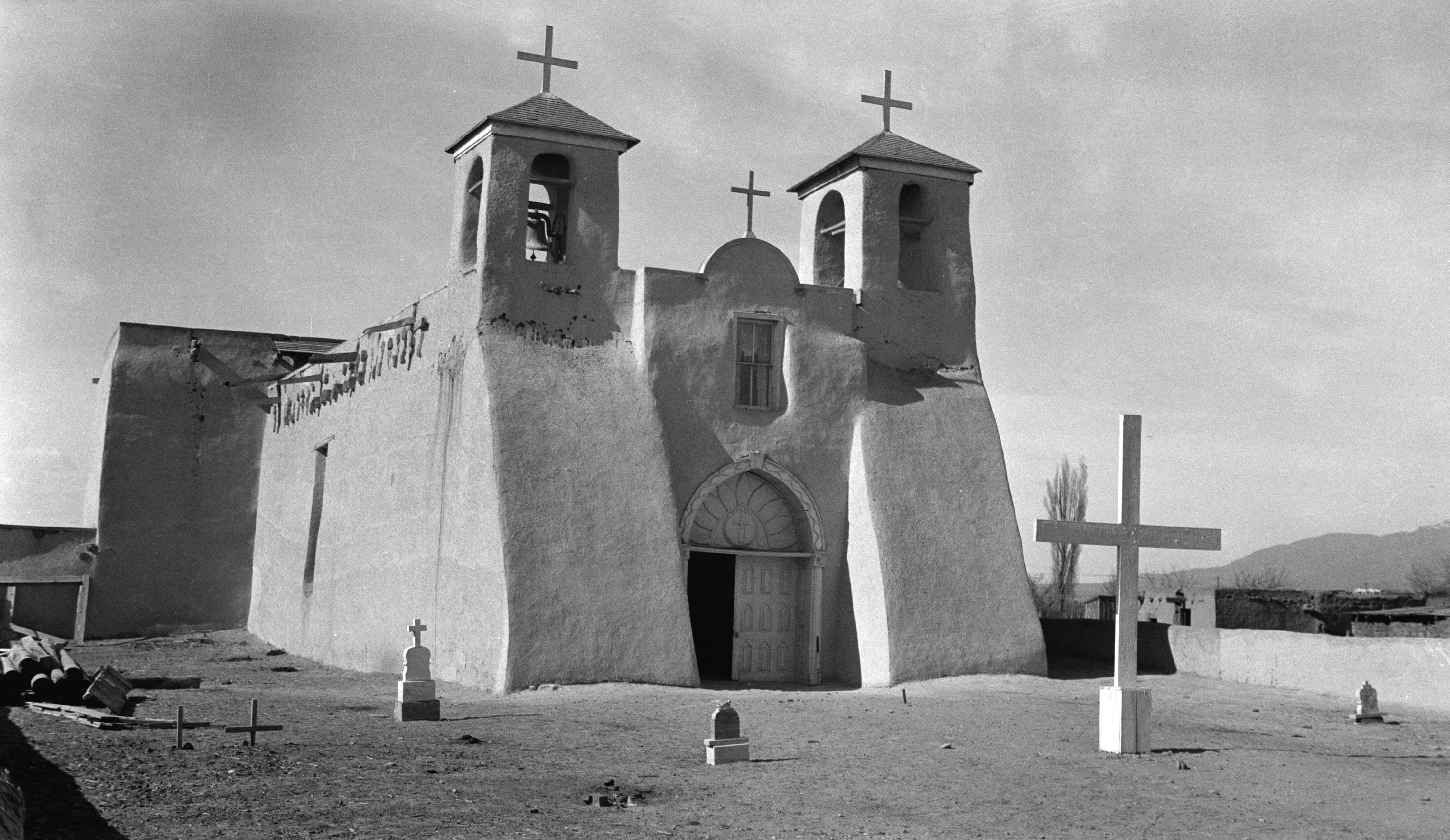

## موقعیت جغرافیایی
موقعیت جغرافیایی شهرها و مناطق اطراف به شرح زیر است: